# Chiesa di Sant'Alessandro (Lasnigo)
La chiesa di Sant'Alessandro è un luogo di culto cattolico, uno degli esempi più interessanti del romanico lombardo nella Valassina. Si trova a Lasnigo e sorge su un poggio fuori dal centro abitato. La chiesa è intitolata a sant'Alessandro di Bergamo, come raffigurato negli affreschi quattrocenteschi con gli abiti militari e reggente il vessillo della legione di Tebe.

## Storia
Venne edificata in pietra in un periodo antecedente il XII secolo, datazione attribuita in base a ritrovamenti durante i lavori di restauro effettuati fra il 2001 e il 2007, e viene citata Goffredo da Bussero nel Liber Notitiae Sanctorum Mediolani. 
Da studi archeologici si rileva che l'antica chiesa era stata edificata a un livello inferiore, essendo il territorio più basso di almeno quattro metri, che fu poi rialzato con un terrapieno dove fu riedificato tra il XV e il XVII secolo la nuova chiesa. 
L'edificio originale era a navata unica nel classico modello romanico dalla forma rettangolare culminante con l'abside semicircolare ornata da pitture a fresco di cui rimangono pochi resti, che testimoniano le tipiche architettoniche caratteristiche delle costruzioni dei maestri comacini.
Il rifacimento modificò completamente l'aula con l'allungamento sia della zona presbiteriale che del perimetro a sud.  L'abside prese la forma quadrata. L'ulteriore modifica comportò l'inserimento della torre campanaria all'interno della navata. Nel 1513 fu realizzato il dipinto a fresco della volta presbiteriale di Andrea De Passeris.L'arco trionfale fu decorato da Gerolamo da Gorla nel 1547. L'architrave dell'ingresso conserva la datazione del 1613, probabilmente la data di completamento della ristrutturazione. Si consideri che dopo il Concilio di Trento, le chiese ebbero una ammodernamento conseguente alle nuove indicazioni volute da san Carlo Borromeo.
La chiesa, che fino al 1641 ricoprì il ruolo di parrocchiale diventando poi sussidiaria della chiesa della Presentazione di Maria e destinata a chiesa cimiteriale. Nel 1730 furono realizzati lavori di ampliamento alla sagrestia con la creazione di due tombe autorizzate da Felice d'Adda allora monsignore di Lasnigo.
Nel 1912 venne decretata monumento nazionale italiano. L'edificio necessitò di riparazioni in particolare nella copertura del tetto e nel consolidamento della torre campanaria con l'inserimento di chiavi e tiranti. Anche le “cappelle della via crucis” che si trovano lungo il percorso che porta alla chiesa, furono restaurate nella prima metà del Novecento. Gli affreschi furono restaurati a opera di Pinin Brambilla Bacilon nel 1971.

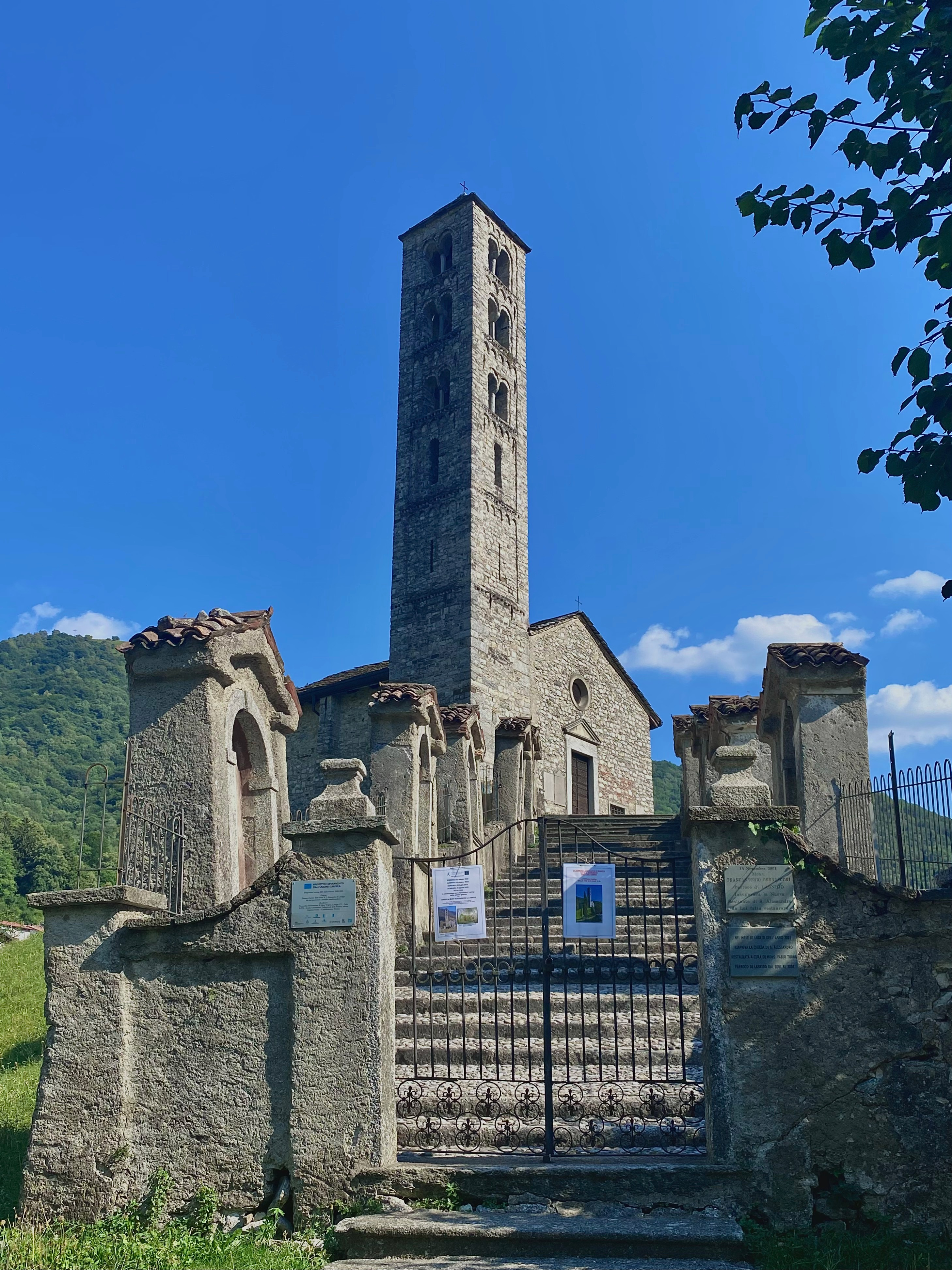
Chiesa di Sant'Alessandro con la scalinata e le cappelle della Via Crucis

## Descrizione

### Esterno
L'edificio, posto sul culmine di una collinetta lungo la strada che collega Erba a Bellagio, è raggiungibile da una scalinata in pietra, fiancheggiata dalle cappelle della Via Crucis; presenta una facciata con il tetto a capanna che conserva tracce dell'antica facciata che era culminante con il timpano triangolare; sul lato opposto, l'edificio è chiuso da un'abside del XIII secolo.

#### Campanile
Dello stesso periodo è il campanile, collocato alla sinistra della facciata della chiesa. Si sviluppa su sei piani con specchiature rettangolari con cinque ordini di finestre, una monofora e tre bifora. è una testimonianza del romanico lombardo.

### Interno
L'interno presenta una sola navata con tre arcate divise da archi a ogiva e copertura a capriate lignee. Le pareti sono completamente decorato da numerosi affreschi particolarmente presenti nella parte absidale preceduta da una balaustra, e dell'arco trionfale, fra i quali degna di nota la Crocefissione di Andrea De Passeri di Torno, pittura datata e firmata nella parte inferiore: Ioannes Andreas de’ Passeris de Turno pinxit 1513. Sono presenti numerosi soggetti religiosi, molti dei quali attribuiti a Gerolamo da Gorla.

#### Affreschi
- Vergine in trono con Bambino tra Caterina da Siena e Maria Maddalena
- Madonna annunciata
- Dio Padre
- Angelo annunciante e sant'Antonio Abate
- Sant'Alessandro di Bergamo e san Pancrazio martire
- Agnus Dei
- Profeti
- Velo della Veronica e volto di Cristo con corona di spine
- Santi Rocco e Bernardo da Chiaravalle
- Adorazione dei Magi
- Crocifissione tra sant'Alessandro, la Vergine, san Giovanni e una Madonna in trono con Bambino
- San Carlo Borromeo fra tre figure: san Francesco san Domenico e un laico